# Zlín
Zlín (Gottwaldov entre 1948 i 1990) és la capital de la regió de Zlín (República Txeca). El 2020 tenia 74.935 habitants.